# R-ONE
R-ONE（アールワン）は、2000年結成の日本のハードロックバンドである。2005年に活動休止。2019年に再始動。

## 概要
小林信一が7弦ギターの可能性を追求するために前身バンドR-JACK LINEから進化を遂げ2000年に結成。ほどなく4曲入りのミニアルバム『Emergency Landing』を小林健プロデュースのもと制作、2002年発売。その後数本のライブで、ボーカルとドラムが脱退。メンバーチェンジを経てアルバム『True Story』を2004年発売。ライブ活動を精力的に行うも、小林信一以外の全員が脱退。2005年に解散。それから14年を経て小林信一と親交のあったNashをボーカリストに迎え2019年に再始動を果たす。

## メンバー
- Nash（ボーカル）ex-BeepSpree
- 小林信一（ギター） 地獄カルテット・BLOOD IV
- Keisuke （ベース）
- itch（ドラムス）

## サポートメンバー
- KOUSUKE（ギター）ex-RED universe・ex-Agitato

## ディスコグラフィ

### アルバム
1. 『Emergency Landing』 (2002年09月16日)
2. 『TRUE STORY』 (2004年10月11日)
3. 『RECHERGED』 (2019年10月02日)